# Tivaouane Diacksao
Tivaouane Diacksao ist ein Stadtbezirk der Großstadt Ville de Pikine in der Metropolregion Dakar, gelegen im zentralen Westen Senegals. Die Stadtbezirke von Pikine haben jeweils den Status einer Gemeinde (commune). Der Stadtbezirk war ab 2013 Teil der Restructuration de Pikine Irrégulier Sud (PIS), einer 700 Hektar umfassenden und 220.000 Einwohner betreffenden Stadtteilsanierung im Rahmen des Autobahnprojektes L’autoroute à péage Dakar–Diamniadio zum Bau der Autoroute 1. Die Sanierungsarbeiten namentlich in dem verkehrsreichen Stadtteil Poste Thiaroye waren am Jahresende 2017 weitgehend abgeschlossen. Voraufgegangen waren umfangreiche Räumungen von besetzten Grundstücken, die teilweise seit Jahrzehnten ohne verbriefte Rechtstitel genutzt und bebaut worden waren.

## Geografie
Tivaouane Diacksao liegt im Zentrum des Flaschenhalses der Cap-Vert-Halbinsel wie ein Keil zwischen den Stadtbezirken Thiaroye sur Mer im Süden und Thiaroye Gare im Norden.
Der annähernd trapezförmig umgrenzte Stadtbezirk  hat eine Fläche von 1,078 km². Er ist fast lückenlos bebaut und dicht besiedelt.
Die Südgrenze des Bezirks folgt dem Verlauf der Nationalstraße N 1. Südlich davon liegt der Stadtbezirk Thiaroye sur Mer. Die Route des Niayes bildet die Grenze zu dem westlichen Nachbarbezirk Guinaw Rail Sud und im Norden liegt jenseits der Autoroute 1 der Stadtbezirk Thiaroye Gare.

## Bevölkerung
Die letzten Volkszählungen ergaben für den Stadtbezirk jeweils folgende Einwohnerzahlen:
| Jahr | Einwohner |
| ---- | --------- |
| 1988 | …         |
| 2002 | 30.728    |
| 2013 | 40.561    |
| 2023 | 40.892    |

## Verkehr
Die Anschlussstelle 7 der Autoroute 1 im Westen von Tivaouane Diacksao verbindet den Stadtbezirk in Westrichtung mit der Hauptstadt Dakar und in Ostrichtung, nach Passieren einer Mautstelle auf der Hauptfahrbahn, mit dem Flughafen Dakar-Blaise Diagne.